# Fillmore (Califórnia)
Fillmore é uma cidade localizada no estado americano da Califórnia, no Condado de Ventura. Foi incorporada em 10 de julho de 1914.

## Geografia
De acordo com o United States Census Bureau, a cidade tem uma área de 8,7 km², onde todos os 8,7 km² estão cobertos por terra.

### Localidades na vizinhança
O diagrama seguinte representa as localidades num raio de 24 km ao redor de Fillmore.

## Demografia
Segundo o censo nacional de 2010, a sua população é de 15 002 habitantes e sua densidade populacional é de 1 723,90 hab/km². Possui 4 408 residências, que resulta em uma densidade de 506,53 residências/km².